# Григорян, Миша Гришович
Миша Гришович Григорян (род. 1946) — советский и российский художник и педагог, член-корреспондент Международной академии культуры и искусства.
Член Союза художников СССР с 1990 года. Известен живописными пейзажами, портретами, натюрмортами и картинами, посвящёнными Армении и Чувашии.

## Биография
Родился 3 декабря 1946 года в городе Ленинакан Армянской ССР, ныне город Гюмри Армении.
Окончил Ереванское художественное училище в 1969 году и художественно-графический факультет Чувашского государственного педагогического института в 1978 году.
В 1973—1979 годах работал главным художником на строительстве Чебоксарского завода промышленных тракторов, затем — художник Чувашского творческо-производственного комбината Художественного фонда РСФСР (ЧТПК ХФ РСФСР). С 1990 года Миша Гришович преподаёт на кафедре живописи Чувашского государственного педагогического университета.
Участник всесоюзных, всероссийских, региональных, зональных и чувашских республиканских выставок. Персональные выставки М. Г. Григоряна прошли в Чебоксарах (1996, 1999, 2001, 2003), а также в Швейцарии: Цюрих (2001), Базель (2002), Лугано (2003). Участвовал в выставках в Германии, Финляндии, Турции, Чехословакии, Франции. В мае 2021 года выставка Григоряна прошла в Татарстане в селе Старое Дрожжаное.
Наряду с профессиональной, занимается общественной деятельностью — является членом правления Чувашской республиканской армянской общины.

## Заслуги
- Заслуженный художник Чувашской Республики (1997), народный художник Чувашской Республики (2002).
- Заслуженный художник Российской Федерации (2011).
- Удостоен Почетных грамот Министерства культуры Армении и Академии художеств России, имеет Благодарность президента Чувашской Республики.
- Награждён Серебряным крестом Общероссийской общественной организации «Союза армян России».